# Edward Louis Herman Knoche
Edward Louis Herman Knoche, född 26 juli 1870 i San Jose, Kalifornien, USA, död 21 november 1945, var en amerikansk botaniker och fytogeograf.
Auktorsnamnet Knoche kan användas för Edward Louis Herman Knoche i samband med ett vetenskapligt namn inom botaniken; se Wikipediaartiklar som länkar till auktorsnamnet.